# Pfarrkirche Fornach

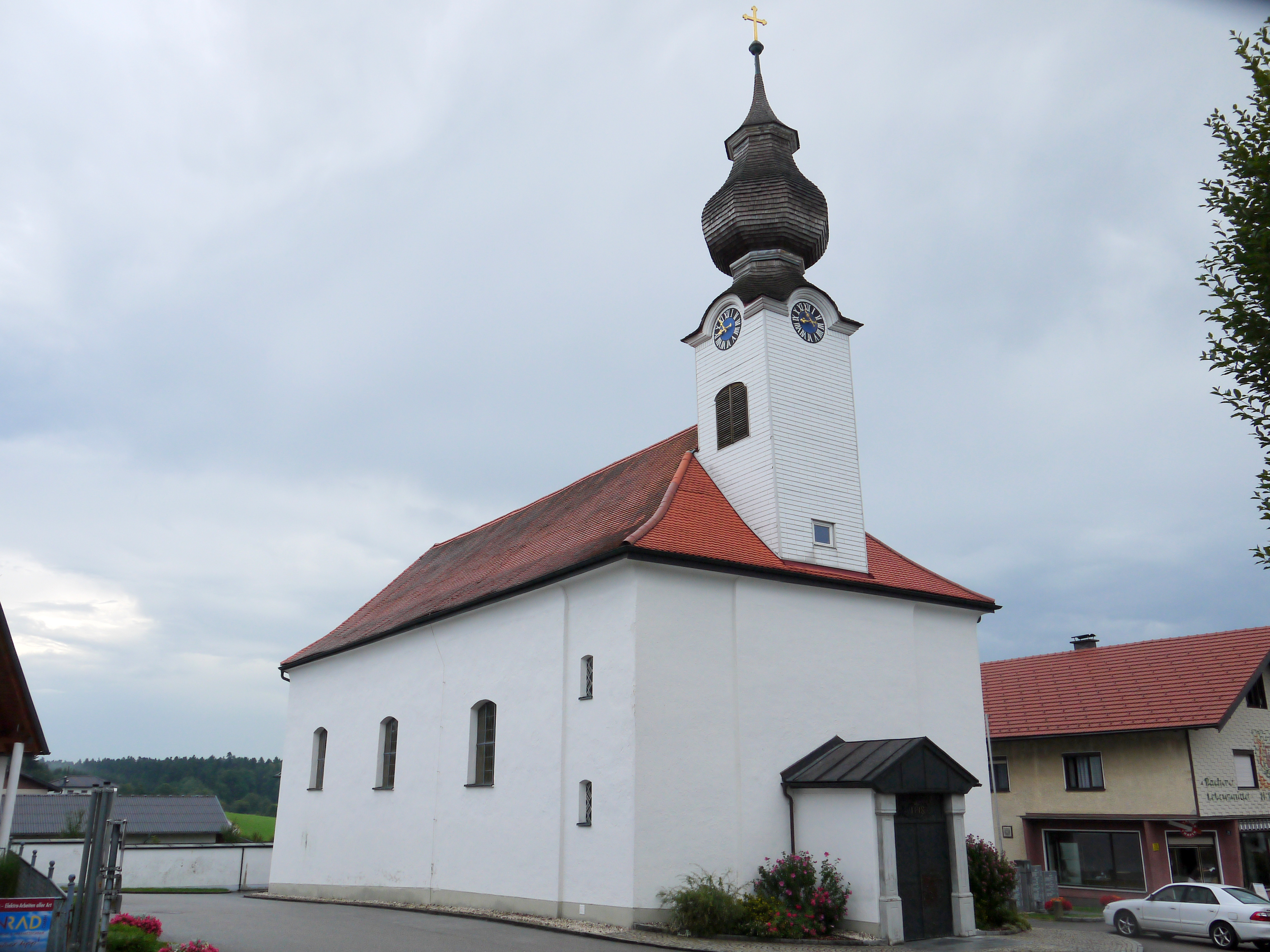
Kath. Pfarrkirche hl. Leopold in Fornach

Die römisch-katholische Pfarrkirche Fornach steht im Ort Fornach in der Gemeinde Fornach im Bezirk Vöcklabruck in Oberösterreich. Die dem heiligen Leopold geweihte Kirche gehört zum Dekanat Frankenmarkt in der Diözese Linz. Die Kirche steht unter Denkmalschutz.

## Geschichte
Die Kirche wurde 1787 erbaut.

## Architektur
Die einschiffige dreijochige Saalkirche mit einer Flachdecke mit einem Dreiachtelschluss. Der Westturm hat einen Zwiebelturm.

## Ausstattung
Der Hochaltar um 1700 wurde später verändert. Das Hochaltarbild hl. Leopold entstand im Ende des 18. Jahrhunderts. Die Kanzel ist aus dem Ende des 18. Jahrhunderts. Die Seitenaltäre sind im Stil der Neurenaissance gestaltet.